# Attilio Spozio
Attilio Spozio (Preglia Dossola, 3 febbraio 1927 – Varese, 29 gennaio 1980) è stato un politico italiano.

## Biografia
In giovane età Spozio prese parte attivamente alla Resistenza e fu detenuto nelle carceri milanesi di San Vittore. Avvocato penalista, esponente del Partito Socialista Italiano luinese, è stato il primo presidente della Provincia di Varese e poi senatore della Repubblica nell'VIII legislatura. 
Muore nel 1980 per una grave malattia, viene sostituito a Palazzo Madama da Margherita Boniver.